# Woodward (Oklahoma)
Woodward es una ciudad ubicada en el condado de Woodward en el estado estadounidense de Oklahoma. En el año 2010 tenía una población de 12051 habitantes y una densidad poblacional de 352,37 personas por km².

## Geografía

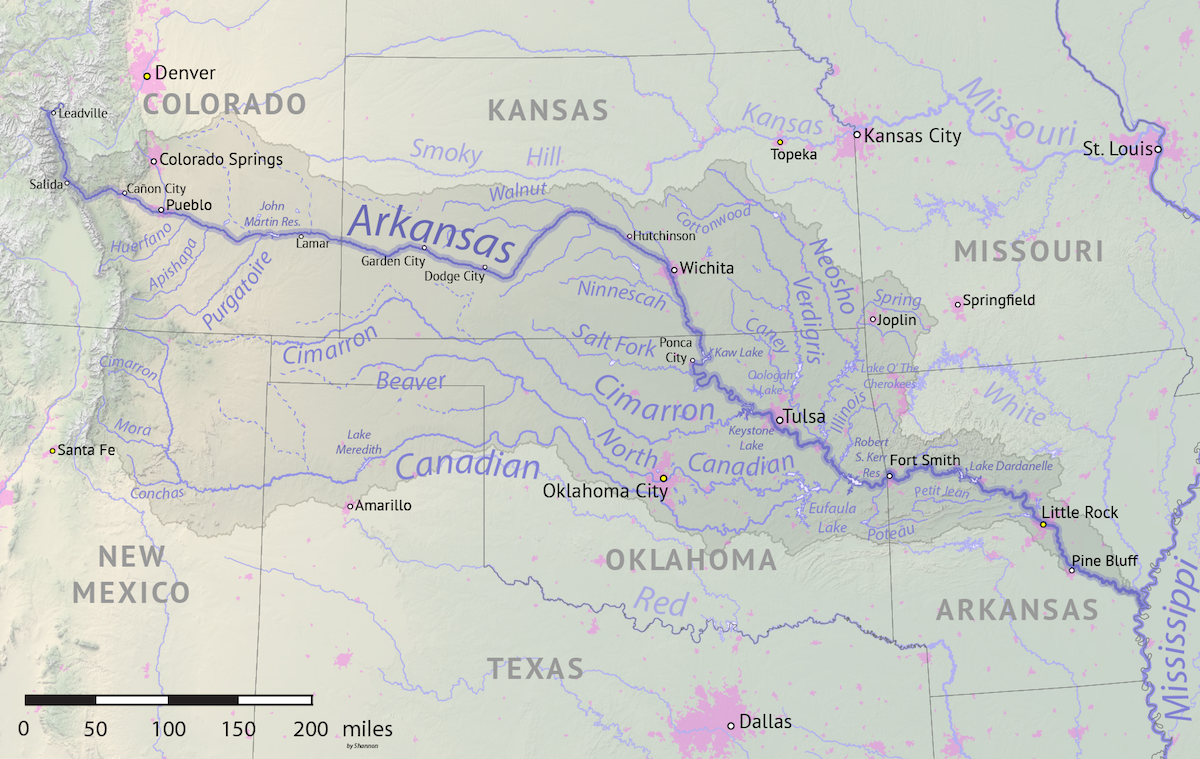
Woodward en un mapa del río Arkansas

Woodward se encuentra ubicada en las coordenadas 36°25′59″N 99°23′52″O / 36.43306, -99.39778 (36.433059, -99.397745).

## Demografía
Según la Oficina del Censo en 2000 los ingresos medios por hogar en la localidad eran de $32,441 y los ingresos medios por familia eran $39,766. Los hombres tenían unos ingresos medios de $29,222 frente a los $19,102 para las mujeres. La renta per cápita para la localidad era de $17,040. Alrededor del 13.3% de la población estaban por debajo del umbral de pobreza.